# Forteresse de Karababa
La Forteresse de Karababa (grec moderne : Φρούριο Καράμπαμπα) est une fortification située sur une colline de la côte continentale de la ville de Chalcis, dans le district régional d'Eubée, en Grèce. Le château actuel est construit en 1684 selon les plans du vénitien Gerolimo Galopo pour le compte de l'Empire ottoman. Pendant la période antique, la cité de Kánithos est située sur le site de la forteresse et celui-ci est probablement fortifié au cours de l'époque romaine, cependant aucun vestige de fortifications ne subsiste des périodes byzantine et vénitienne. En 1688, Francesco Morosini assiège sans succès la forteresse, qui reste imprenable jusqu'à ce qu'elle passe sous le contrôle de la Grèce en 1833.
La forteresse est située à Xiróvrysi, au sommet de la colline de Foúrka, d'où elle domine la ville de Chalcis, ainsi que le détroit de l'Euripe et une grande partie du nord et du sud du golfe d'Eubée. La forteresse est de forme étroite et longue, construite sur un axe est-ouest, avec une longueur maximale de 240 mètres et une largeur de 54 mètres. Elle possède trois bastions, une grande tour, ainsi qu'un rempart sur le côté nord. Le bastion le plus complexe est le bastion de forme hexagonale situé à l'extrémité orientale de la forteresse, en face de la ville de Chalcis. La seule porte d'entrée de la forteresse est située sur le côté sud-est. Entre la porte et le bastion se situe le clocher-tour, où se trouve la cloche d'alarme de la forteresse. Sur le côté ouest de la forteresse se situe une tour à sept côtés possédant une entrée étroite. Elle est située au point culminant de la colline, tandis que ses murs ont une épaisseur de 3,5 mètres à l'extérieur. À l'intérieur, se trouve une citerne destinée aux besoins de la forteresse. La hauteur des murs est de 6 mètres.
Dans le passé, des installations militaires sont abritées au sein de la forteresse. De nos jours, le seul bâtiment conservé à l'intérieur de la forteresse est une église dédiée au Prophète Elie, construite en 1895. Sur les remparts du bastion oriental se trouvent deux canons russes datant du XIXe siècle. Dans la partie nord du mur, des créneaux à fusils sont conservés. Le couloir intérieur de la tour occidentale est reconverti en espace d'exposition où sont présentées des sculptures, des reliefs ou des éléments architecturaux, datant des périodes paléochrétienne, byzantine, vénitienne et ottomane.

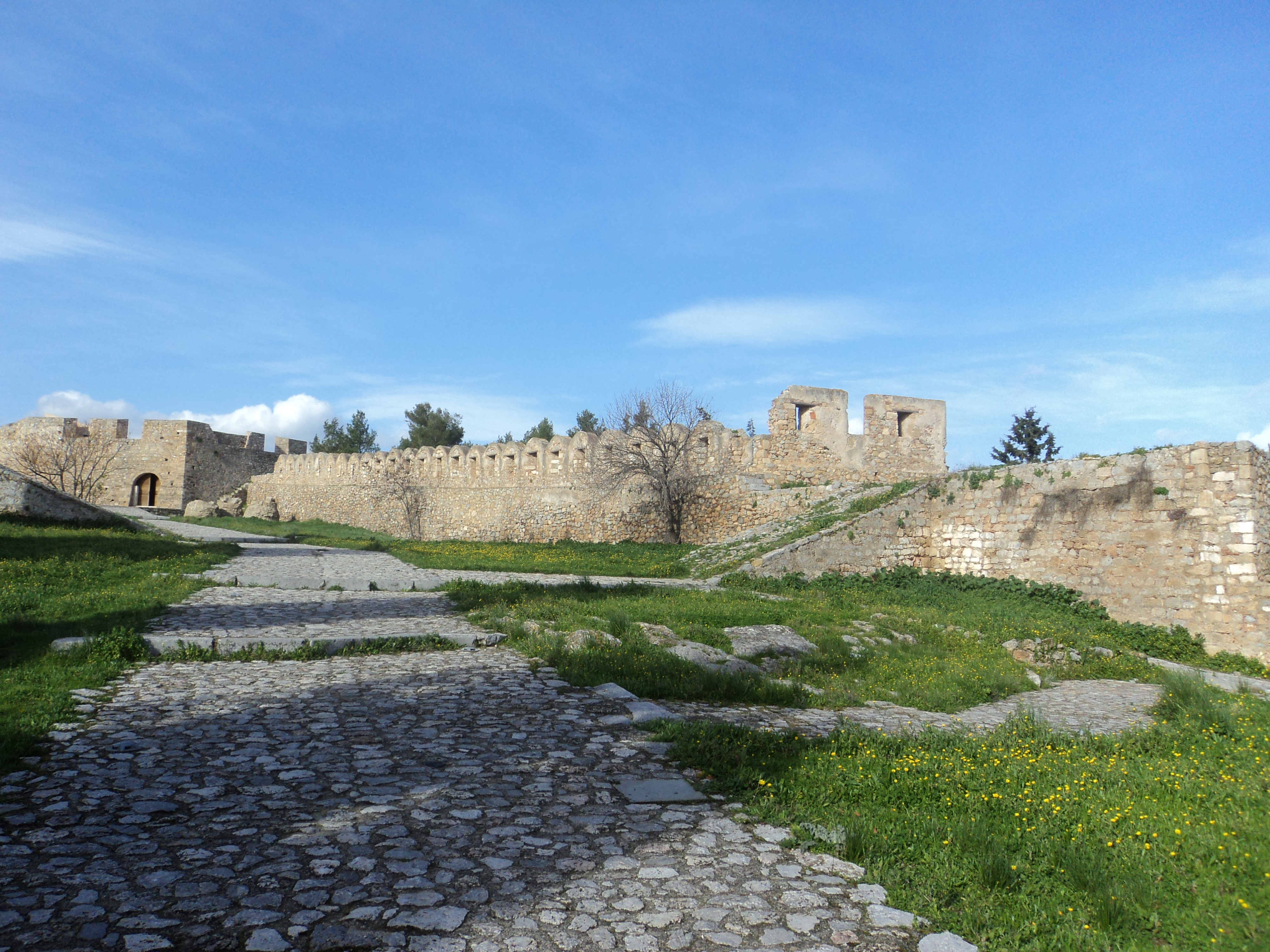
Vue intérieure de la forteresse.
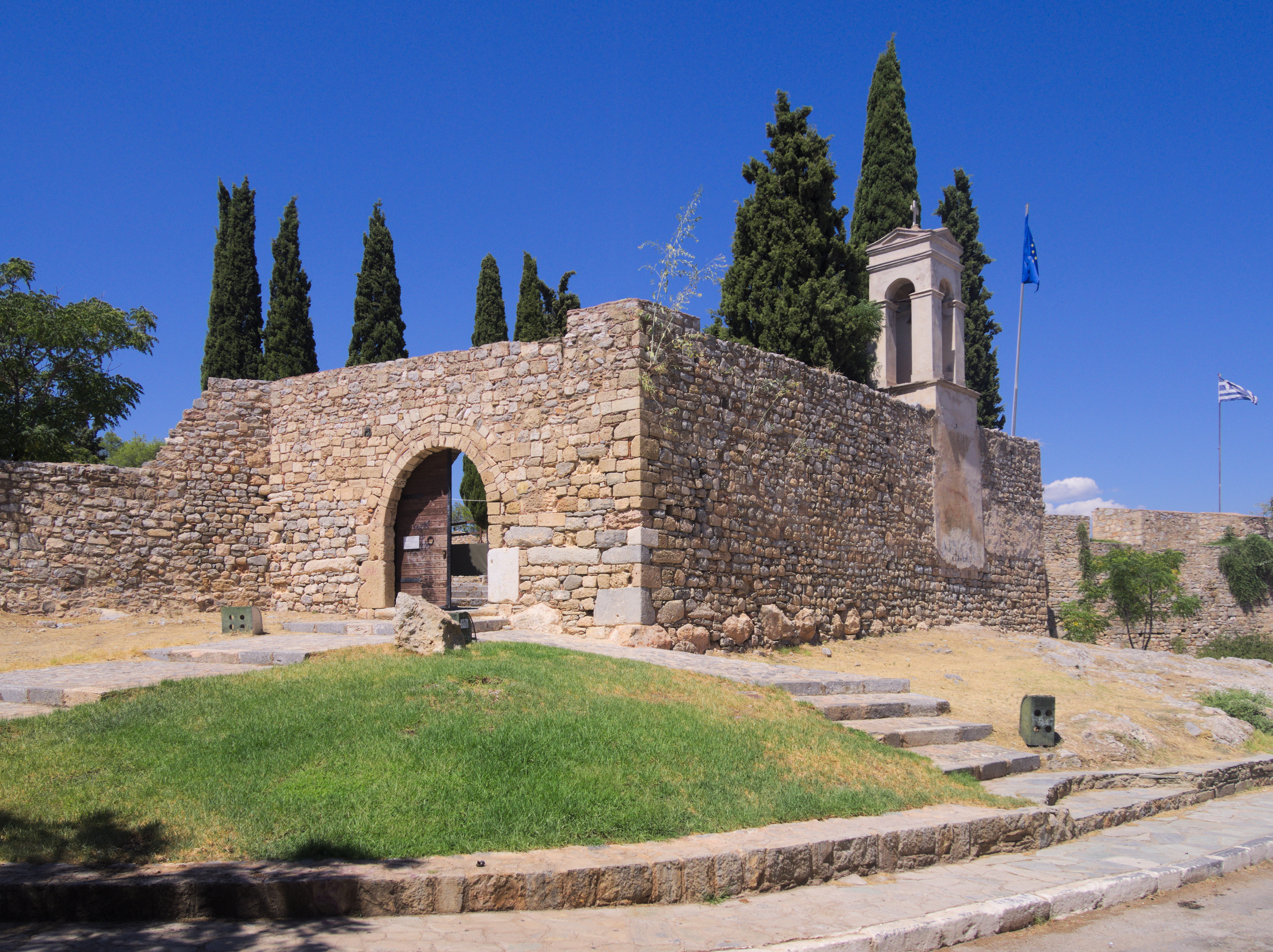
Vue de la porte d'entrée de la forteresse.
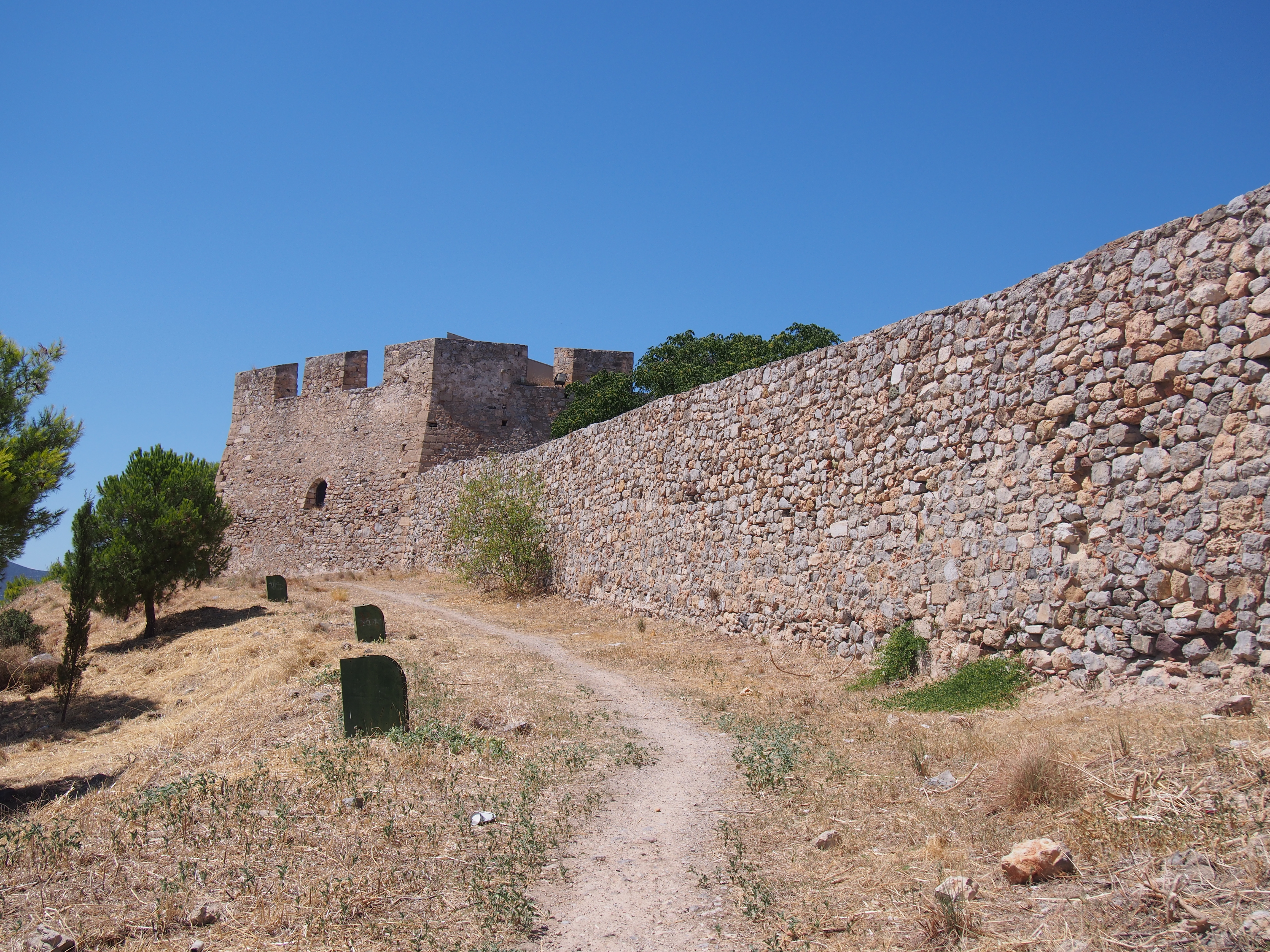
Vue extérieure de la forteresse.
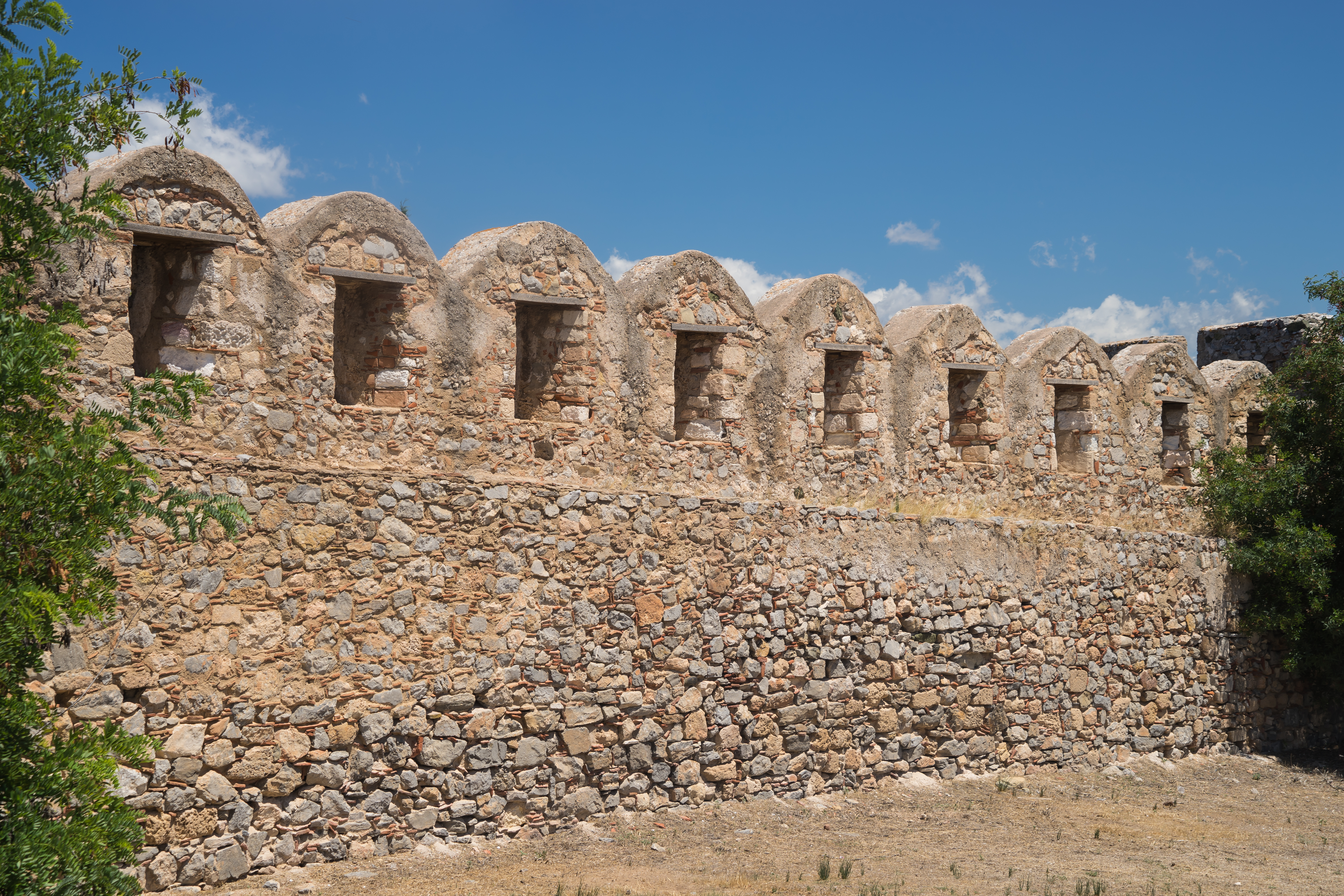
Créneaux à fusils.